# 拔一條河
《拔一條河》是由台灣導演楊力州執導拍攝的一部紀錄片。該紀錄片主要以八八水災後的高雄縣甲仙鄉（今高雄市甲仙區）為取景地。《拔一條河》內容是記述災後的甲仙國小拔河隊的集訓與比賽過程和當地居民的災後生活。該紀錄片於2013年9月6日上映，是2013年台北電影節的閉幕片。並入圍第50屆金馬獎最佳紀錄片。

## 外部連結
- 拔一條河的Facebook專頁
- 《拔一條河 （页面存档备份，存于）》在香港雅虎的電影頁面（繁體中文）
- Yahoo奇摩電影上《拔一條河》的資料（繁體中文）
- MSN娛樂上《拔一條河》的資料（繁體中文）

- 開眼電影網上《拔一條河》的資料（繁體中文）
- 香港影庫上《拔一條河》的資料（繁體中文）
- 时光网上《拔一條河》的資料（简体中文）
- 豆瓣电影上《拔一條河》的資料 （简体中文）
- AllMovie上《拔一條河》的资料（英文）
- 互联网电影数据库（IMDb）上《拔一條河》的资料（英文）
- 台北電影節公佈開、閉幕片2013/05/12[永久]
- 走進「拔一條河」電影場景　尋找高雄甲仙的信心和勇氣 （页面存档备份，存于）